# North Valley (New Mexico)
North Valley is een plaats (census-designated place) in de Amerikaanse staat New Mexico, en valt bestuurlijk gezien onder Bernalillo County.

## Demografie
Bij de volkstelling in 2000 werd het aantal inwoners vastgesteld op 11.923.

## Geografie
Volgens het United States Census Bureau beslaat de plaats een oppervlakte van
18,9 km², waarvan 18,8 km² land en 0,1 km² water.

## Plaatsen in de nabije omgeving
De onderstaande figuur toont nabijgelegen plaatsen in een straal van 16 km rond North Valley.